# 雷寒
雷寒（1957年7月—）是一位中国医学家，原重庆医科大学校长。

## 生平
1957年出生于重庆市北碚区，1975年7月担任四川省重庆市北碚区文星公社知青，1978年考入重庆医学院医学系，1982年获得学士学位，后留校任教担任重庆医科大学附属第二医院医师，1987年获得重庆医科大学硕士学位，1992年赴美进入纽约纪念斯隆-凯特琳癌症中心工作，1993年至1995年在哈佛大学麻省总医院担任访问学者。1995年回国后担任重庆医科大学附属第一医院主治医师和副教授，1996年升任副院长，2000年升任院长。2001年6月加入中国共产党，2004年9月升任重庆医科大学校长。
2018年5月重庆市纪委监委宣布其涉嫌严重违纪违法被立案调查，同年12月被免去校长一职，2019年1月15日因受贿罪被提起公诉。